# Юльєвка
Ю́льєвка (каз. Юльев) — село у складі Аулієкольського району Костанайської області Казахстану. Адміністративний центр Суликольського сільського округу.
Населення — 634 особ (2021; 1190 у 2009, 1543 у 1999, 2029 у 1989).